# Franco Gabrielli
Franco Gabrielli (Viareggio, 13 février 1960) est un préfet, fonctionnaire et policier italien.
Ancien directeur du SISDE et de l'AISI, préfet de L'Aquila, chef du département de la protection civile et préfet de Rome. Le 29 avril 2016, il est nommé chef de la police - directeur général de la sécurité publique. À partir du 1er mars 2021, il est nommé secrétaire d’État, chargé de la Sécurité de la République auprès du Premier ministre.

## Biographie

### Fonctionnaire de police
Il est diplômé du lycée Pellegrino Rossi à Massa, puis diplômé en droit à l'université de Pise. Il devient ensuite fonctionnaire au sein de la police d'État. Il se distingue par de nombreuses expériences dans des enquêtes : notamment l'enquête de 1993 sur les massacres de via dei Georgofili. En 1996, il rejoint le service central de protection de la direction centrale de la police criminelle. Le 23 octobre 2003, il est promu cadre supérieur pour sa contribution à l'enquête contre les nouvelles brigades rouges. Il travaille ensuite à la Direction centrale de la police de prévention depuis 2004.
Depuis 2005, il est directeur du « Service central de lutte contre le terrorisme » de la Direction centrale de la police de prévention du ministère de l'Intérieur. En juillet de la même année, il contribue à l'arrestation de Hamdi Adus Isaac , l'un des auteurs des attentats de Londres du 7 juillet 2005.
Nommé préfet le 16 décembre 2006, il est directeur du SISDE, le service secret civil italien de cette date à octobre 2007, date à laquelle l'agence est remplacée par l'AISI, qu'il continue à diriger jusqu'au 15 juin 2008.

### Préfet
Durant l'année scolaire de 2008 à 2009, il est professeur d'analyse criminelle à la Faculté de psychologie de l'université de L'Aquila. Le 6 avril 2009, le Conseil des ministres le nomme préfet de L'Aquila. De mai 2009 au 31 janvier 2010, il est commissaire adjoint de l'urgence des Abruzzes, avec le commissaire Guido Bertolaso. De mai à novembre 2010, il est chef adjoint du département de la protection civile, responsable du domaine technico-administratif et de la gestion des ressources aériennes.
À partir du 13 novembre 2010, il assume la fonction de chef du service national de la protection civile, en remplacement de Guido Bertolaso, qui a pris sa retraite deux jours plus tôt . Après les événements  liés aux contrats de la protection civile de la direction de Bertolaso, Gabrielli signe un accord  avec Consip, la centrale d'achat nationale, pour faciliter - sous la direction stratégique de la protection civile - la gestion des urgences approvisionnements, selon les meilleures normes internationales des achats dits d'urgence.
Du 7 avril 2011 au 31 décembre 2012, il est commissaire du gouvernement pour l'urgence de l'immigration en provenance d'Afrique du Nord. Le 30 décembre 2011, le Premier ministre Mario Monti le confirme au poste de chef du département de la protection civile. Le 20 janvier 2012, il est nommé sous-commissaire aux urgences à la suite du naufrage du Costa Concordia, qui a lieu dans la soirée du 13 janvier 2012, près de l'Île de Giglio.
Du 20 mai au 29 juillet 2012, il coordonne les interventions d'urgence à la suite du tremblement de terre qui frappe les territoires des provinces de Modène, Ferrare, Reggio Emilia, Bologne, Mantoue et Rovigo.
Le 7 juin 2013, le Premier ministre Enrico Letta le confirme au poste de chef du département de la protection civile et le Premier ministre Matteo Renzi le confirme également le 9 avril 2014 .
Le 2 avril 2015, le gouvernement Renzi le nomme préfet de Rome . Le 27 août 2015, en vue du Jubilé, Renzi lui-même lui confie «la tâche [...] de créer le« lien opérationnel » nécessaire entre les différentes institutions impliquées» .

### Chef de police et secrétaire d’État
Le 29 avril 2016, le gouvernement de l'Italie le nomme chef de la police.
En conseil des ministres du 24 février 2021, il est nommé sous-secrétaire à la présidence du conseil du gouvernement Draghi, chargé de la sécurité de la République  jurant le 1er mars.

### Vie privée
Le 24 juin 2017, il épouse le chef du bureau d'urgence de la protection civile, Immacolata (appelée Titti) Postiglione.

## Distinctions

### Distinctions
Chevalier grand-croix de l'ordre du Mérite de la République italienne‎ (décret du 16 décembre 2016)
 Grand officier de l'ordre du Mérite de la République italienne‎ (décret du 2 juin 2011)
 Médaille d'or du mérite de la Croix-Rouge italienne (20 mai 2012)
 Médaille d'argent du mérite de la Croix-Rouge italienne (6 avril 2009)

### Distinctions internationaux
Chevalier grand officier de l'ordre de Sant'Agata (république de Saint-Marin)

### Remerciements
Le 3 juillet 2015, il est nommé Champion de la réduction des risques de catastrophe par Margareta Wahlström, secrétaire générale de l'UNISDR (Bureau des Nations unies pour la réduction des risques de catastrophe), pour son engagement à faire progresser la culture de la réduction des risques de catastrophe en Italie.
Depuis le 23 octobre 2015, il est frère d'honneur de la vénérable miséricorde de Florence.

## Publications
- Enquêter. Manuel pratique des techniques d'enquête (avec Antonio Manganelli ), Padoue, CEDAM, 2007.  (ISBN 978-88-13-27559-4)
- Ennio Di Francesco, Luciano Canfora et Franco Gabrielli, Il vate e lo sbirro : l'indagine segreta del commissiario Giuseppe Dosi sul volo dell'arcangelo Gabriele D'Annunzio, Solfanelli, 2017, 168 p. (OCLC 1102369690)